# 薄海
薄海，直隸顺天府大興县人，清朝政治人物、进士出身。
康熙五十一年，登进士，改庶吉士，授翰林院编修，官至太仆寺卿。